# 鈴木みこ
鈴木 みこ（すずき みこ、8月15日 -）は、日本の女性声優。埼玉県出身。
以前は、エーエス企画、ケッケコーポレーション、フェザード、EARLY WING（準所属）に所属していた。2012年5月までの旧名は鈴木 美子。

## 出演作品

### テレビアニメ
2013年
- サーバント×サービス（雑貨店員）

### ゲーム
2009年
- どき魔女ぷらす（夏南きあら）

2010年
- エンドオブエタニティ
- デザート・キングダム

2011年
- 文明開華 葵座異聞録（水戸翔）

2012年
- お腹空いたー文明開華 葵座異聞録 再演（水戸翔）

2013年
- 神様と運命革命のパラドクス（フィオ）
- Z/X 絶界の聖戦（円鶇）

2014年
- ハーレム天国だと思ったらヤンデレ地獄だった。（夕月香也子[2]）
- 妖怪百姫たん!（つるべ落とし[3]）

2015年
- 妖怪百姫たん!（一角大王[4]）

2016年
- アドヴェントガール（夏侯惇[5]）
- 輝星のリベリオン（静御前）
- ローカルディア・クロニクル（ロビカ＝ベル＝ザリバ）

### 吹き替え
映画
- ベルベット・アサシン（2010年、イリーナ）
- ラスト・アナコンダ

### ナレーション
- ロッテ 爽
- 明治 メルティーキス
- 三女のゆううつ（次女）
- 電池でノーマット

### ドラマCD
- 憂鬱な朝（2010年）
- Serengeti 第1巻（2013年、流合瑠璃[6]）
- 七草がゆく!（2015年、若葉芹[7]）

### その他
- おやすみコール〜7日間彼女〜（携帯アプリ神田奈緒役）
- 午後の紅茶（TVCM出演）
- h&s（TVCM出演）
- タカラトミー（MC）
- 未来2016（MC）